# Doc Searls

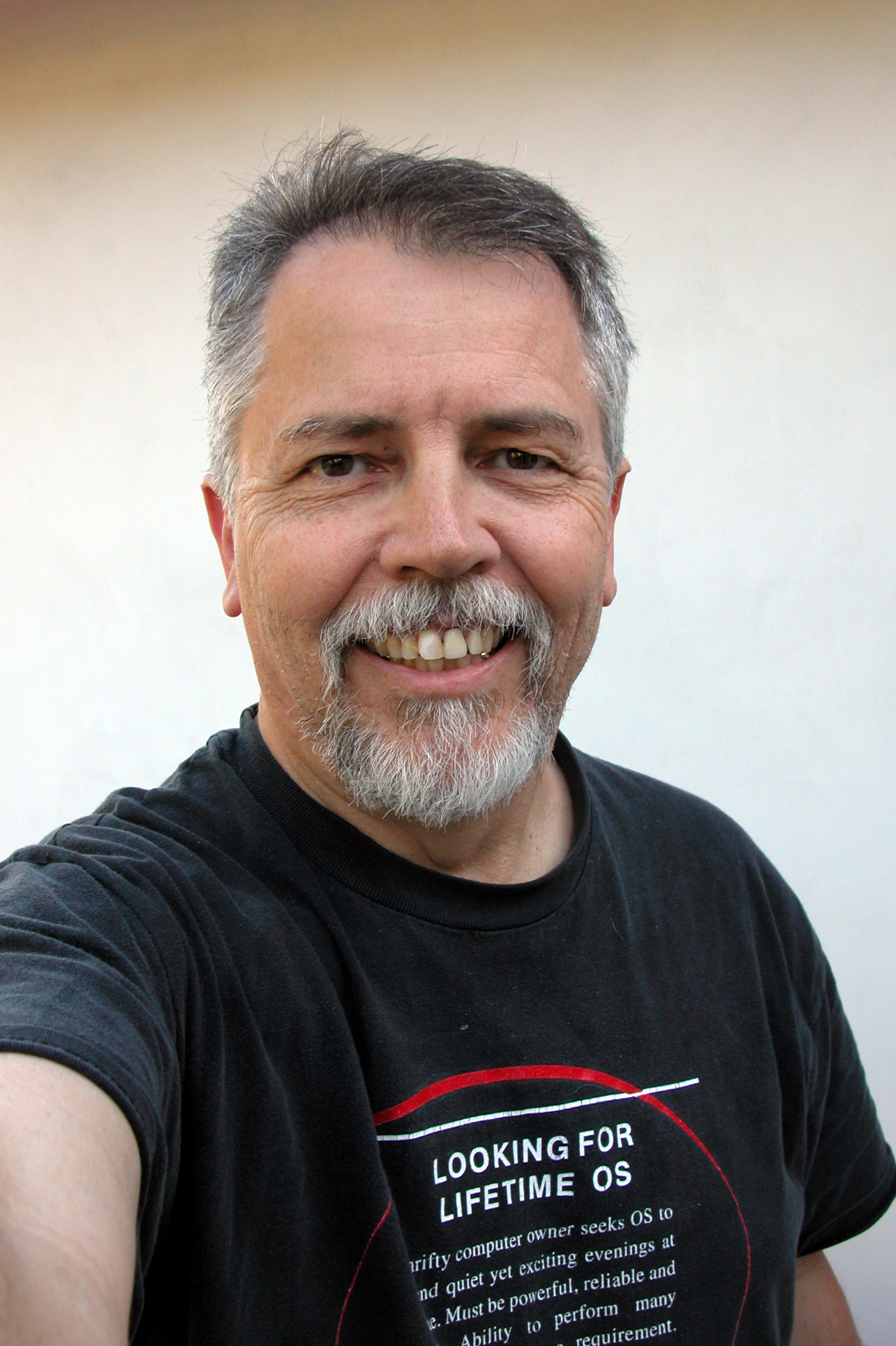
Doc Searls

David „Doc“ Searls (* 1947 in New Jersey) ist ein US-amerikanischer Redner, Autor und Journalist. Er prägte den Begriff Podcast.

## Leben
Als Anhänger von Open-Source-Software war Searls ab 1996 als Autor im Linux Journal tätig, dessen Chefredakteur er seit 1999 ist. Seine Kolumne „Linux for Suits“ erschien bis 2007. Für seine Arbeit im Linux Journal und seine Verfechtung von freier Software erhielt er 2005 den Google-O’Reilly Open Source Award. Searls verfasste zahlreiche weitere Magazin-Beiträge.
1999 verfasste er zusammen mit David Weinberger, Christopher Locke und Rick Levine das
kontrovers diskutierte Cluetrain-Manifest, das zunächst auf einer Webseite erschien und als gleichnamiges Buch 2000 zum Bestseller wurde, der in viele Sprachen übersetzt wurde. Zum 10-jährigen Jubiläum erschien 2009 eine Sonderedition des Manifests.
Searls ist seit 1999 zudem ein bekannter und geschätzter Blogger, der sich vorrangig mit den Themen Internet und Gesellschaft auseinandersetzt.
Seine akademische Tätigkeiten begannen 2006. Am Berkman Center for Internet & Society leitete er das ProjectVRM, das sich der unabhängigen Softwareentwicklung um das Konzept des Vendor Relationship Management (VRM) widmet. Am Center for Information Technology & Society (CITS) der University of California, Santa Barbara forscht Searls an der strukturellen Beschaffenheit des Internets.
Searls lebt mit seiner Familie in Santa Barbara und ist leidenschaftlicher Fotograf, der seine Bilder größtenteils gemeinfrei unter der Creative-Commons-Lizenz veröffentlicht. Seine Flickr-Sammlung umfasst etwa 45.000 Bilder, und viele seiner Bilder finden sich auch als Illustrationen zu Artikeln auf Wikipedia wieder.

## Publikationen
- Rick Levine, Christopher Locke, David Weinberger, Doc Searls: Das Cluetrain Manifest. 95 Thesen für die neue Unternehmenskultur im digitalen Zeitalter. Econ Verlag 2002, ISBN 3-430-15967-9
- The Intention Economy: When Customers Take Charge Harvard Business Review Press 2012, ISBN 1-4221-5852-7